# Daniel Kühnel
Daniel Kühnel (* 12. März 1973 in Jerusalem) ist ein israelisch-deutscher Theaterintendant, -regisseur und Intendant der Symphoniker Hamburg.
Er war Referent des Intendanten an der Deutschen Oper Berlin. Seit 2004 ist er Intendant und Geschäftsführer der Symphoniker Hamburg. Er studierte Klavier am Konservatorium in Jerusalem, Musikwissenschaft und Jura an der FU Berlin. Er lernte Regie bei Götz Friedrich und Willi Decker an der Deutschen Oper Berlin.
Daniel Kühnel war künstlerischer Berater des Shanghai Philharmonic Orchestra. Er unterrichtet Kunst- und Kulturreflexion an der Universität Witten-Herdecke.